# Nordöstra regionen

Nordöstra regionens läge i Nordmakedonien

Den nordöstra regionen (makedonska: Североисточен регион) är en av de åtta statistiska regionerna i Nordmakedonien. Som namnet indikerar, ligger regionen i landets nordöstra delar. Regionen gränsar till regionerna Skopje och Östra. Dessutom gränsar man till både Serbien och Bulgarien. Kumanovo, landets tredje största stad, är denna regions största med sina drygt 70 000 invånare. Om förorter och periferi räknas in så uppnår dock staden över 100 000 invånare.

## Kommuner
Den nordöstra regionen är indelad i sex kommuner: 
1. Kratovo
2. Kriva Palanka
3. Kumanovo
4. Lipkovo
5. Rankovce
6. Staro Nagoričane

## Demografi

### Invånarantal
Det aktuella invånarantalet i den nordöstra regionen ligger på 173 814 eller ungefär 9 % av Nordmakedoniens invånare, enligt mätningar under 2002. Detta gör den till en av Makedoniens minst befolkade regioner. Mellan 1994 och 2002 kan konstateras att invånarantalet ökade med nästan 10 000 invånare, eller 6,84 %, vilket är ganska mycket.
| Mätningsår | Invånarantal | Förändringar |
| ---------- | ------------ | ------------ |
| 1994       | 163 841      | N/A          |
| 2002       | 173 814      | +6,84 %      |

### De största orterna
Följande är en lista över de största orterna i den nordöstra regionen.
| Rank | Stad          | Invånarantal |
| ---- | ------------- | ------------ |
| 1    | Kumanovo      | 70 842       |
| 2    | Kriva Palanka | 14 558       |
| 3    | Kratovo       | 6 924        |
| 4    | Lipkovo       | 2 644        |
| 5    | Rankovce      | 1 192        |

### Övriga orter
- Ginovce, ligger på vägen mellan Rankovce och Kriva Palanka.

### Etnisk fördelning
Den största etniska gruppen i denna region är makedonierna.